# Смирнов, Михаил Николаевич (военный)
Михаил Николаевич Смирнов (8 ноября 1900, с. Никольское-Отводное, Ярославская губерния, Российская империя — 13 марта 1967, Саратов, РСФСР, СССР) — советский военачальник, генерал-майор (16.10.1943).

## Биография
Родился 8 ноября 1900 года в селе Никольское-Отводное, ныне село Николо-Отводное, Трофимовский сельский округ, Середское сельское поселение,   Даниловский район, Ярославская область, Россия. Русский.

### Военная служба

#### Гражданская война
В мае 1919 года был призван в РККА Даниловским уездным военкоматом и направлен на Костромские командные пехотные курсы. По их окончании в октябре того же года убыл в штаб Западного фронта в город Смоленск, где назначен в запасной полк. В ноябре 1919 года убыл в 469-й пограничный полк 53-й стрелковой дивизии, в его составе исполнял должности командира взвода, помощника командира и командира роты. С этим полком участвовал в боях с белополяками. 30 мая 1920 года в районе м. Козяны Виленской губернии полк был окружен, а батальон почти весь уничтожен. В этом бою  Смирнов был тяжело ранен. Лишь вечером его подобрали польские санитары, после чего он находился в госпиталях сначала в Вильно, затем в Гродно. В июле он был освобожден из плена частями 3-го конного корпуса Красной армии под командованием Г. Д. Гая. После освобождения Смирнов был эвакуирован в военный госпиталь в Москву, по излечении в августе назначен командиром взвода в 1-й запасной полк МВО. В начале октября 1920 года переведен командиром взвода в Московский флотский полуэкипаж, откуда в конце месяца убыл в Нижегородский флотский экипаж. В конце ноября направлен с отрядом моряков на Южный фронт — в Севастопольский флотский экипаж. В конце января 1921 года  был назначен в Севастопольский караульный батальон, где исполнял должности помощника командира и командира роты.

#### Межвоенные годы
В ноябре 1921 года того же года направлен на учебу в Высшую объединенную военную школу им. С. С. Каменева в городе Киев. В августе 1923 года, по окончании школы,  Смирнов был назначен командиром роты в 45-й стрелковый полк 15-й Сивашской стрелковой дивизии УВО в городе Херсон. С января по октябрь 1924 года учился в Высшей школе военной маскировки в городе Киев, затем вернулся в полк и проходил службу командиром роты, помощником командира и командиром батальона. В мае 1933 года назначен помощником командира по строевой части 283-го стрелкового Бессарабского полка 95-й стрелковой дивизии. С февраля по июнь 1936 года находился на учебе на Высших стрелково-тактических КУКС РККА «Выстрел» в городе Бронницы, которые окончил с отличием, после чего вернулся в полк на прежнюю должность. С марта 1937 года вступил в командование этим же полком. С января 1938 года исполнял должность инспектора по стрелково-тактической подготовке — заместителя начальника штаба Киевского корпуса вузов КОВО. После его расформирования в июне 1938 года назначен помощником начальника Одесского пехотного училища, затем в августе переведен преподавателем тактики Одесских КУКС запаса РККА. В сентябре 1939 года майор  Смирнов назначен помощником начальника по учебно-строевой части Свердловского пехотного училища УрВО. С ноября 1940 года исполнял должность начальника Канского пехотного училища, которое затем было переведено в город Кемерово и переименовано в Кемеровское пехотное училище.

#### Великая Отечественная война
В начале войны полковник Смирнов продолжал руководить училищем. В октябре 1941	года назначен командиром 380-й стрелковой дивизии, находившейся на формировании в СибВО в городе Славгород Алтайского края. После сформирования убыл с дивизией на Карельский фронт в район Вытегра. В январе 1942 года  дивизия была переброшена на Калининский фронт в район Нелидово, где вошла в состав 22-й армии. С 21 февраля ее части участвовали в Сычевско-Вяземской наступательной операции. 13 марта 1942 года в бою в районе деревни Труханово Калининской области Смирнов был ранен, по излечении назначен командиром 1206-го стрелкового полка 362-й стрелковой дивизии. С апреля 1942 года исполнял должность заместителя командира 186-й стрелковой дивизии, которая в составе этой же 22-й армии занимала оборону на северном берегу реки Молодой Туд на рубеже Переедово, Молодой Туд, Медведево. В сентябре Смирнов вновь был допущен к исполнению должности командира 380-й стрелковой дивизии и убыл с ней в 39-ю армию Калининского фронта. В конце сентября дивизия вела успешные наступательные бои по выходу к Волге и захвату плацдарма на северном берегу реки (10-12 км северо-западнее Ржева), затем до конца декабря находилась в обороне на занимаемом участке (с 29 ноября — в составе 30-й армии этого же фронта). 31 декабря 1942 года дивизия убыла в состав 1-й ударной армии Северо-Западного фронта (юго-западнее Демянска).
В марте 1943 года  назначен командиром 6-й гвардейской воздушно-десантной дивизии, которая в составе Северо-Западного фронта вела безуспешные наступательные бои южнее Старой Руссы. С апреля дивизия находилась в резерве Ставки ВГК в составе 66-й и 5-й гвардейской армий Степного военного округа. С июля 1943 года ее части в составе 5-й гвардейской армии Воронежского фронта участвовали в Курской битве, в оборонительных боях под Прохоровкой, затем в Белгородско-Харьковской наступательной операции и освобождении Белгорода и Харькова. С 6 сентября дивизия в составе армии была подчинена Степному (с 20.10.1943 — 2-й Украинский) фронту и участвовала в битве за Днепр, Кировоградской наступательной операции в освобождении городов Полтава, Кременчуг, Кировоград. Приказом ВГК от 29 сентября 1943 года за освобождение города Кременчуг ей было присвоено наименование Кременчугская, а 10 декабря за освобождение города Знаменка — Знаменская. В конце января 1944 года дивизия вошла в состав 5-й гвардейской танковой армии и участвовала в Корсунь-Шевченковской наступательной операции, в уничтожении окруженной корсунь-шевченковской группировки противника. В конце февраля она была подчинена 4-й гвардейской армии этого же фронта и успешно действовала в Уманско-Ботошанской наступательной операции. За образцовое выполнение заданий командования в боях за освобождение города Умань дивизия была награждена орденом Красного Знамени (19.3.1944), а за форсирование Днестра, овладение городом и железнодорожным узлом Бельцы и выход на государственную границу с Румынией — орденом Суворова 2-й ст. (8.4.1944). После взятия города Оргиев с 21 апреля 1944 года она вошла в 7-ю гвардейскую армию и находилась в ее составе до конца войны. В декабре 1944 года в ходе Будапештской наступательной операции ее части участвовали в прорыве обороны немецко-венгерских войск северо-восточнее Будапешта и в наступлении по его окружению. Затем в марте — апреле 1945 года они вели бои на территории Австрии и Чехословакии, участвуя в Братиславско-Брновской и Пражской наступательных операциях. 10 мая 1945 года в районе города Пржибрам передовые части дивизии встретились с союзными американскими войсками, где и закончили войну.
За время войны  комдив Смирнов  был девять раз персонально упомянут в благодарственных приказах Верховного Главнокомандующего.

#### Послевоенное время
После войны в июле 1945 года 6-я гвардейская воздушно-десантная дивизия была переименована в 113-ю гвардейскую стрелковую с дислокацией сначала в ЦГВ, затем в Таврическом ВО. С апреля 1948 года генерал-майор  Смирнов командовал 43-й отдельной гвардейской стрелковой бригадой. В декабре он командирован на курсы усовершенствования командиров стрелковых дивизий при Военной академии им. М. В. Фрунзе, по окончании которых был назначен начальником Саратовского суворовского военного училища. В августе 1954 года генерал-майор  Смирнов уволен в отставку.
Жил в городе Саратов, вёл большую общественную работу как заместитель председателя общества Советско-чехословацкой дружбы. Избирался депутатом Саратовского городского и Областного Совета народных депутатов.

## Награды
СССР
- орден Ленина (21.02.1945[5])
- три ордена Красного Знамени (05.09.1943[6],  03.11.1944[5], 15.11.1950[5])
- орден Суворова II степени (13.06.1944)[7]
- два орден Кутузова II степени (19.01.1944[8], 28.04.1945[9])
- орден Отечественной войны I степени (14.01.1944)[10]

медали в том числе:
- - «XX лет Рабоче-Крестьянской Красной Армии» (1938)
  - «За победу над Германией в Великой Отечественной войне 1941—1945 гг.» (25.08.1945)[11]
  - «За взятие Будапешта»
  - «За взятие Вены»
  - «За освобождение Праги»

Приказы (благодарности) Верховного Главнокомандующего в которых отмечен М. Н. Смирнов
- За овладение городом Кременчуг – сильным предмостным опорным пунктом немцев на левом берегу реки Днепр. 29 сентября 1943 года. № 26.
- За овладение городом Знаменка — важнейшим железнодорожным узлом Правобережной Украины и мощным опорным пунктом обороны немцев на кировоградском направлении. 10 декабря 1943 года № 48.
- За овладение штурмом мощными опорными пунктами обороны противника – городами Яссы, Тыргу-Фрумос, Унгены и захват более 200 других населенных пунктов. 22 августа 1944 года. № 168.
- За форсирование реки Грон и Нитра, прорыв обороны противника по западным берегам этих рек и овладение городами Комарно, Нове-Замки, Шураны, Комьятице, Врабле — сильными опорными пунктами обороны немцев на братиславском направлении. 30 марта 1945 года. № 318
- За овладение городами Трнава, Глоговец, Сенец – важными узлами дорог и опорными пунктами обороны немцев, прикрывающими подступы к Братиславе. 1 апреля 1945 года. № 326.
- За овладение штурмом важным промышленным центром и главным городом Словакии Братислава – крупным узлом путей сообщения и мощным опорным пунктом обороны немцев на Дунае. 4 апреля 1945 года. № 330.
- За овладение городами и важными железнодорожными узлами Малацки и Брук, одновременно войска фронта с боем заняли города Превидза и Бановце – сильные опорные пункты обороны немцев в полосе Карпат. 5 апреля 1945 года. № 331.
- За овладение центром нефтеносного района Австрии городом Цистерсдорф. 17 апреля 1945 года. № 338
- За овладение в Чехословакии городами Яромержице и Зноймо и на территории Австрии городами Голлабрунн и Штоккерау — важными узлами коммуникаций и сильными опорными пунктами обороны немцев. 8 мая 1945 года. № 367

Других государств
 СР Румыния:
- орден «Защита Отечества»;
- медаль «За освобождение от фашизма»

Почётный гражданин
Смирнов Михаил Николаевич был избран почётным гражданином города Братислава